# Сюзик (река)
Сюзик — река в России, протекает по Пудожскому району Карелии.
Исток — озеро Сюзик. Устье реки находится в 13 км по левому берегу реки Поршты, недалеко от её истока из Порштозера. Длина реки составляет 15 км, площадь водосборного бассейна — 65,9 км².
Пересекает трассу 86К-287 («Долматово — Няндома — Каргополь — Пудож»).
Левые притоки — Пихручей и ручей из Пихозера.

## Данные водного реестра
По данным государственного водного реестра России относится к Балтийскому бассейновому округу, водохозяйственный участок реки — Водла, речной подбассейн реки — Свирь (включая реки бассейна Онежского озера). Относится к речному бассейну реки Нева (включая бассейны рек Онежского и Ладожского озера).
Код объекта в государственном водном реестре — 01040100412102000016838.